# ايجور بروتي
ايجور بروتي (بالإيطالية: Igor Protti)‏ (24 سبتمبر 1967 بريميني في إيطاليا - ) هو لاعب كرة قدم إيطالي في مركز الهجوم. لعب مع نادي باري ونادي ريجيانا 1919 ونادي ريميني ونادي لاتسيو ونادي ليفورنو ونادي مسينا ونادي نابولي وSSD Virtus CiseranoBergamo 1909 ‏ وCentro Giovanile Virescit Boccaleone ‏.

## روابط خارجية
- ايجور بروتي على موقع قاعدة بيانات كرة القدم.إي يو (الإنجليزية)
- ايجور بروتي على موقع عالم كرة القدم.نت (الإنجليزية)